# Aliasing
En procesamiento de señales, computación gráfica y disciplinas relacionadas, el aliasing, o solapamiento, es el efecto que causa que señales continuas distintas se tornen indistinguibles cuando se muestrean digitalmente. Cuando esto sucede, la señal original no puede ser reconstruida de forma unívoca a partir de la señal digital.
Una imagen limitada en banda y muestreada por debajo de su frecuencia de Nyquist en las direcciones "x" e "y", resulta en una superposición de las replicaciones periódicas del espectro G(fx, fy). Este fenómeno de superposición periódica sucesiva es lo que se conoce como aliasing o Efecto Nyquist.
El aliasing es un motivo de preocupación mayor en lo que concierne a la conversión analógica-digital de señales de audio y vídeo: el muestreo incorrecto de señales analógicas puede provocar que señales de alta frecuencia presenten dicho aliasing con respecto a señales de baja frecuencia. El aliasing es también una preocupación en el área de la computación gráfica e infografía, donde puede dar origen a patrones de muaré (en las imágenes con muchos detalles finos) y también a bordes dentados.

## Generalidades

### Aliasing en fenómenos periódicos
El Sol tiene un movimiento aparente de este a oeste en la bóveda celeste, con 24 horas entre cada amanecer. Si tomásemos una fotografía del cielo cada 23 horas, el sol parecería moverse de oeste a este, con 24·23=552 horas entre cada amanecer. El mismo fenómeno causa que las aspas de un ventilador parezcan a veces girar en el sentido inverso del que en realidad lo hacen, cuando se les filma o cuando son iluminadas por una fuente de luz parpadeante, tal como una lámpara estroboscópica, un tubo de rayos catódicos o una lámpara fluorescente, o simplemente, cuando el ventilador es iluminado por la parpadeante luz de la televisión, o con otra fuente de luz, etc.

### Muestreo de una señal senoidal
Cuando se obtienen muestras periódicas de una señal senoidal, puede ocurrir que se obtengan las mismas muestras que se obtendrían de una señal sinusoidal igualmente pero con frecuencia más baja. Específicamente, si una sinusoide de frecuencia f Hz es muestreada s veces por segundo, y s ≤ 2·f, entonces las muestras resultantes también serán compatibles con una sinusoide de frecuencia fm - f, donde fm es la frecuencia de muestreo. En la jerga inglesa de procesamiento de señales, cada una de las sinusoides se convierte en un "alias" para la otra.
Por tanto, si se muestrea a la frecuencia s una señal analógica que contiene las dos frecuencias, la señal no podrá ser reconstruida con exactitud.
Velocidad de muestreo recomendada:
- 2x frecuencia mayor (medida de frecuencia)
- 10x frecuencia mayor (detalle de la forma de onda)

### Aliasing espacial

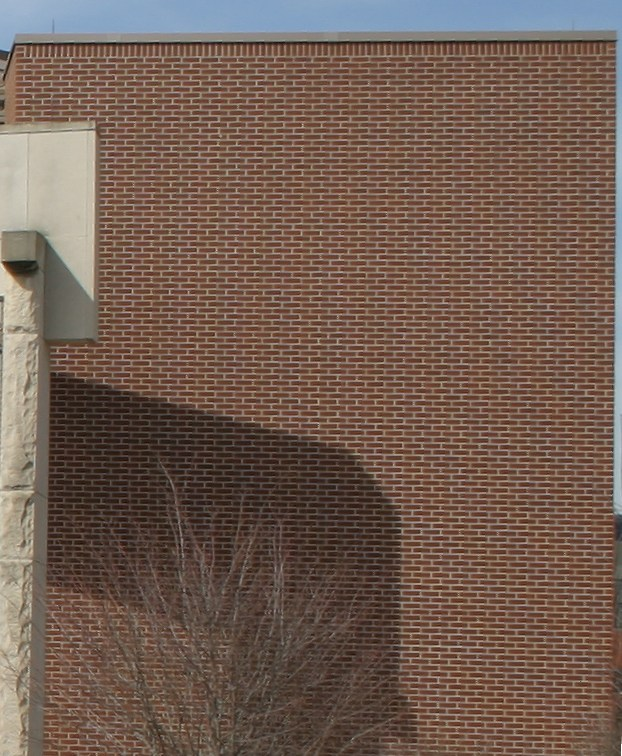
Imagen correctamente muestreada de una muralla de ladrillos.

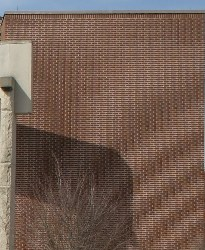
Aliasing espacial en la forma de un patrón de muaré.

Así como se define una frecuencia temporal, sobre imágenes se puede definir también una frecuencia espacial y, por lo tanto, el muestreo mínimo (en píxeles/cm) con que necesita ser escaneada una imagen para evitar el efecto.

### Criterio de Nyquist
Está demostrado rigurosamente que para evitar el aliasing es necesario asegurarse de que en la señal analógica a muestrear con una frecuencia s, no tenga componentes sinusoidales de frecuencia mayor a s/2. Esta condición es llamada el criterio de Nyquist, y es equivalente a decir que la frecuencia de muestreo s debe ser al menos dos veces mayor que el ancho de banda de la señal.
El teorema de Nyquist indica que la frecuencia de muestreo mínima que tenemos que utilizar debe ser mayor que 2·fmax, donde fmax es la frecuencia máxima de la señal compleja. Si utilizamos esa frecuencia de muestreo, podremos reproducir posteriormente la señal a partir de las muestras tomadas. En la práctica, debido a las limitaciones de los circuitos, la utilización de una frecuencia más alta que la que nos dice Nyquist permite obtener una representación más exacta de la señal de entrada.

### En la computación gráfica
En informática y particularmente en computación gráfica, el aliasing es el defecto gráfico característico que hace que en una pantalla ciertas curvas y líneas inclinadas presenten un efecto visual tipo «sierra» o «escalón». El aliasing ocurre cuando se intenta representar una imagen con curvas y líneas inclinadas en una pantalla, framebuffer o imagen, pero que debido a la resolución finita del sustrato resulta que este sea incapaz de representar la curva como tal, y por tanto dichas curvas se muestran en pantalla dentadas al estar compuestas por pequeños cuadrados (los píxeles).